# Vartdals kommun
Vartdals kommun (norska: Vartdal kommune) var en kommun i Møre og Romsdal fylke i västra Norge. Kommunen omfattade ett område i den norra delen av nuvarande Ørsta kommun (Vartdals socken). Tätorten Sætre (Vartdal) utgjorde kommunens centralort.

## Administrativ historik
Vartdalsstrands kommun upprättades den 1 januari 1895 genom utbrytning ur Ulsteins kommun. Kommunen hade 736 invånare vid upprättandet.
1918 bytte kommunen namn från Vartdalsstrands kommun till Vartdals kommun.
Den 1 januari 1964 gick Vartdals kommun, tillsammans med Hjørundfjords kommun, upp i Ørsta kommun. Kommunens hade då 1 315 invånare.